# ضمرة بن ربيعة
ضمرة بن ربيعة، أبو عبد الله الرملي، محدث فلسطين، مولى المحدث علي بن أبي حملة، مولى آل عتبة بن ربيعة القرشي، وقيل: مولى غيرهم. وضمرة دمشقي الأصل. قال محمد بن سعد كاتب الواقدي: ثقة مأمون خير، لم يكن هناك أفضل منه. مات في أول شهر رمضان سنة اثنتين ومائتين.

## روايته للحديث النبوي
- حدث عن: إبراهيم بن أبي عبلة، وإدريس بن يزيد الأودي، ويحيى بن أبي عمرو السيباني، وسفيان الثوري، وعلي بن أبي حملة مولاه، وعثمان بن عطاء الخراساني، وخليد بن دعلج، وعبد الله بن شوذب، والسري بن يحيى البصري، وأبي عمرو الأوزاعي، وإسماعيل بن أبي بكر الدمشقي، وبلال بن كعب العكي، ورجاء بن أبي سلمة، وسعيد بن عبد العزيز، وخلق سواهم.[2]
- عنه: إسماعيل بن عياش شيخه، ونعيم بن حماد، وهشام بن عمار، وصفوان بن صالح، وأيوب بن محمد الوزان، وعمرو بن عثمان الحمصي، وحيوة بن شريح، وعبد الله بن ذكوان، وعبدة بن موهب، وإبراهيم بن حمزة، وأحمد بن هاشم، وإدريس بن سليمان بن أبي الرباب، وعلي بن سهل، وعيسى بن يونس الفاخوري، وأبو الأصبغ محمد بن سماعة، ومحمد بن عبد العزيز، ومهدي بن جعفر، وموهب ولد يزيد بن موهب المذكور، والوليد بن يزيد بن أبي طلحة العطار الرمليون، وأبو عتبة أحمد بن الفرج الحمصي، وبشر كثي.

## ثناء العلماء عليه
- قال آدم بن أبي إياس العسقلاني: ما رأيت أحدا أعقل لما يخرج من رأسه من ضمرة.
- قال أبو حاتم الرازي: صالح.
- قال أبو سعيد بن يونس المصري: فقيههم في زمانه.
- قال أحمد بن حنبل: صالح الحديث من الثقات المأمونين، لم يكن بالشام رجل يشبهه.
- قال أحمد بن شعيب النسائي: ثقة.
- قال أحمد بن صالح الجيلي: ثقة.
- قال ابن حجر العسقلاني: صدوق يهم قليل.
- قال زكريا بن يحيى الساجي: صدوق يهم، عنده مناكير.
- قال محمد بن سعد كاتب الواقدي: ثقة مأمون خير، لم يكن هناك أفضل منه.
- قال يحيى بن معين: ثقة.[3]